# Just Wright
Just Wright (bra: Jogada Certa; prt: Jogo de Paixão) é um filme estadunidense de 2010, do gênero comédia romântica, dirigido por Sanaa Hamri.

## Sinopse
A fisioterapeuta Leslie Wright (Queen Latifah) recebe a importante missão de tratar do astro da NBA Scott McKnight, quando este sofre um acidente nas quadras, mas se apaixona por ele.

## Elenco
- Queen Latifah como Leslie Wright
- Common como Scott McKnight
- Paula Patton como Morgan Alexander
- James Pickens Jr. como Lloyd Wright
- Phylicia Rashad como Ella McKnight
- Pam Grier como Janice Wright
- Laz Alonso como Mark Matthews
- Mehcad Brooks como Angelo Bembrey
- Michael Landes como Nelson Kaspian
- Dwight Howard como ele mesmo
- Dwyane Wade como ele mesmo
- Rashard Lewis como ele mesmo
- Bobby Simmons Jr. como ele mesmo
- Jalen Rose como ele mesmo
- Rajon Rondo como ele mesmo
- Chris Paul como ele mesmo
- Doris Burke como ela mesma
- John Legend como ele mesmo
- Elton Brand como ele mesmo

## Recepção
No site agregador de críticas Rotten Tomatoes, 45% das 107 resenhas dos críticos são positivas. O consenso diz: "Bem intencionado, mas estereotipado (...) não consegue superar sua preponderância de clichês".